# سقوط تلمسان (1393)
سقوط تلمسان عام 1393 هو حدث تاريخي وقع بعد انتصار القوات المرينية بقيادة الأمير أبو فارس على جيوش أبو الحجاج يوسف الزيانية. أدى ذلك إلى استيلاء المرينيين على المدينة للمرة الثامنة عبر التاريخ. وبذلك أصبحت المملكة الزيانية تابعة للمرينيين مرة أخرى، واعتلى أبو زيان الثاني العرش.

## المعركة
بعد سقوط تلمسان عام 1389، حكم السلطان الزياني أبو تاشفين الثاني باعتباره تابعًا للمرينيين، فكان يدفع الجزية كل سنة. لكن في عام 1393 اندلع صراع بين أبي تاشفين الثاني والسلطان المريني أبو العباس. ولذلك قرر السلطان المريني إرسال جيش ليعزل الأمير أبو زيان الثاني. وعسكر الجيش نحو تازة ثم عرج.إلى تلمسان، وبعد وفاة أبي تاشفين الثاني. نُصب ابنه الصغير أبو ثابت يوسف، لكن سرعان ما عزله أحد أبناء أبو حمو موسى الثاني، أبو الحجاج يوسف، والي الجزائر العاصمة، الذي سيطر على تلمسان.
قم الجيش المريني بقيادة ابنه أبو فارس بغزو تلمسان مرة أخرى. وعندما وصل إلى تلمسان، دخلها دون صعوبة ، وفر أبو الحجاج يوسف إلى قلعة تجهمومت بالقرب من وادي الشلف. ثم استولى أبو فارس على مليانة والجزائر ودلس، ثم حاصر قلعة تجهمومت.
بعد علمه بوفاة والده أبو العباس في نوفمبر 1393، عاد أبو فارس إلى تلمسان ليُعلن نفسه سلطانًا وارثا عرش بني مرين، ثم نصب أبو زيان الثاني سلطانًا تابعًا بتلمسان، وبذلك أعاد تأكيد السلطة المرينية على المملكة الزيانية حتى عام 1411.